# Papilio weymeri
Papilio weymeri là một loài bướm thuộc họ Papilionidae. Nó là loài đặc hữu của Papua New Guinea.